# Acryptolaria minuta
Acryptolaria minuta är en nässeldjursart som beskrevs av Watson 2003. Acryptolaria minuta ingår i släktet Acryptolaria och familjen Lafoeidae.
Artens utbredningsområde är Södra Ishavet. Inga underarter finns listade i Catalogue of Life.